# Viktor Perner
Viktor Perner, také Victor Perner (27. května 1911 Terezín – 10. února 1997 Dolní Podluží) byl za 2. světové války příslušník československé zahraniční armády, kapitán pěchoty (podplukovník gšt. v.v.) československé armády, kapitán francouzské armády.Má 4 děti. 

## Život
Jeho otec byl plukovník československé armády (lékař). Studoval na gymnáziu v Litoměřicích a na střední zemědělské škole v Mělníku, kde maturoval. V letech 1933 až 1934 absolvoval vojenskou základní službu. Dne 1. dubna 1935 se stal vojákem z povolání.
Po německé okupaci Čech, Moravy a Slezska ilegálně emigroval do Polska. V červnu 1939 vstoupil do francouzské cizinecké legie, kde byl zařazen do 15. pluku senegalských střelců. Po vypuknutí 2. světové války byl z cizinecké legie uvolněn pro nově vznikající československou zahraniční armádu, sloužil u 1. československé divize v Béziers. Po vojenské porážce Francie v roce 1940 byl spolu s ostatními Čechoslováky evakuován do Anglie, kde prošel několika výcvikovými kursy a získal hodnost nadporučíka pěchoty. Na jaře 1942 požádal prezidenta Edvarda Beneše o povolení přihlášení se do vojenských sil Svobodné Francie (francouzsky Forces Françaises Libres), které po francouzské kapitulaci pokračovaly v boji na straně Spojenců. Na podzim 1942 bylo jeho žádosti vyhověno a Perner se stal příslušníkem 1. divize Svobodné Francie, kde dělal nejdříve velitele čety těžkých kulometů a poté velitele střelecké roty. Dne 21. srpna 1944 byl před Toulonem vážně zraněn šrapnely, po uzdravení se připojil ke své jednotce. Dne 16. března 1945 byl v Sospelu znovu zraněn, a to výbuchem miny. Byl jmenován kapitánem francouzské armády (25. 6. 1945). Demobilizován (z vojenských sil Svobodné Francie) byl dne 10. září 1945.
Dne 15. listopadu 1945 vstoupil do činné služby v československé armádě. Sloužil ve štábních funkcích a přitom absolvoval kurzy na Válečné škole (francouzsky Ecole de Guerre) v Paříži. Dne 1. 4. 1949 byl povýšen na podplukovníka pěchoty a zařazen byl jako profesor na Vysoké škole válečné v Praze. Z armády byl propuštěn v roce 1953 v hodnosti podplukovníka generálního štábu. Poté dělal v zemědělství (agronoma, předsedu JZD). V roce 1972 odešel do důchodu.

## Vyznamenání
- Československý válečný kříž 1939

- Pamětní medaile československé armády v zahraničí se štítky „F“ a  „VB“

- Řád čestné legie (ve stupni chevalier) (1945)
- Důstojník Řádu čestné legie (1996)[2]
- Ordre de la Libération (1945)[2]
- Croix de Guerre avec palme  (2x)[1]

- Médaille des Blessés
- Médaille Coloniale